# 천안 성거산 천주교 교우촌터
천안 성거산 천주교 교우촌터(天安 聖居山 天主敎 교우촌터)는 대한민국 충청남도 천안시 동남구 북면, 병인박해 당시 성거산을 중심으로 신앙생활을 하다 순교한 분들을 모신 줄무덤 및 신앙공동체였던 교우촌 유적이다. 2008년 12월 22일 충청남도의 기념물 제175호로 지정되었다.

## 개요
천안 성거산 천주교 유적은 병인박해 당시 성거산을 중심으로 신앙생활을 하다 순교한 분들을 모신 줄무덤 및 신앙공동체였던 교우촌 유적이다.
줄무덤(제1,2)에는 소학골에서 체포되어 1866년 11월 8일 공주 황새바위에서 순교한 배문호(베드로), 최천여(베드로), 최종여(라자로), 고의진(요셉), 채씨 며느리 등 5명의 시신과 무명 순교자들이 안장되어 있다.
천안 성거산 자락은 19세기 초부터 천주교 박해 이후까지 천주교인들이 신앙생활을 영위했던 삶의 터전으로, 특히 이곳 소학골 교우촌은 칼래 신부의 충청,경상,경기 일부를 관활했던 사목활동 중심지이고 천주교 박해시 교우촌의 지형, 생활유적, 기록이 보존된 유적이다.

## 참고 문헌
- 천안 성거산 천주교 교우촌터 - 국가유산청 국가유산포털